# River View Dairy Barn
La River View Dairy Barn est une grange américaine près de Cut Bank, dans le comté de Glacier, au Montana. Elle est inscrite au Registre national des lieux historiques le 7 juillet 2022.